# Rudolf Bommer
Rudolf »Rudi« Bommer, nemški nogometaš, * 19. avgust 1957, Aschaffenburg, Zahodna Nemčija.
Sodeloval je na nogometnemu delu poletnih olimpijskih iger leta 1988.